# Communauté de communes du Pays de Mirecourt
Die Communauté de communes du Pays de Mirecourt ist ein ehemaliger französischer Gemeindeverband mit der Rechtsform einer Communauté de communes im Département Vosges in der Region Grand Est. Der Gemeindeverband wurde am 1. Januar 2014 gegründet und umfasste 30 Gemeinden. Der Verwaltungssitz befand sich im Ort Juvaincourt.

## Historische Entwicklung
Der Gemeindeverband entstand mit Wirkung vom 1. Januar 2014 durch die Fusion der bereits seit 1997 bestehenden gleichnamigen Vorgängerorganisation mit der Communauté de communes du Xaintois. Der daraus entstandene Gemeindeverband wurde unter dem gleichen Namen als Gebietskörperschaft neu gegründet.
Mit Wirkung vom 1. Januar 2017 fusionierte der Gemeindeverband mit der Communauté de communes du Secteur de Dompaire
und bildete so die Nachfolgeorganisation Communauté de communes de Mirecourt Dompaire.

## Ehemalige Mitgliedsgemeinden
1. Ambacourt
2. Baudricourt
3. Biécourt
4. Blémerey
5. Boulaincourt
6. Chauffecourt
7. Chef-Haut
8. Dombasle-en-Xaintois
9. Domvallier
10. Frenelle-la-Grande
11. Frenelle-la-Petite
12. Hymont
13. Juvaincourt
14. Madecourt
15. Mattaincourt
16. Mazirot
17. Mirecourt
18. Oëlleville
19. Poussay
20. Puzieux
21. Ramecourt
22. Remicourt
23. Repel
24. Rouvres-en-Xaintois
25. Saint-Prancher
26. Thiraucourt
27. Totainville
28. Valleroy-aux-Saules
29. Villers
30. Vroville